# Andrew D. Mellinger
Andrew D. Mellinger é um economista norteamericano liberal ligado ao "Center for International Development" (CID) da Universidade Harvard, principalmente na área de geografia econômica.
Ele publicou muitos artigos relativos ao desenvolvimento econômico em países subdesenvolvidos. Suas idéias são criticadas por intelectuais latino-americanos da esquerda.